# 仲道俊哉
仲道 俊哉（なかみち としや、1929年11月25日 - ）は、日本の政治家。自由民主党所属の元参議院議員（1期）。

## 人物
30年近くの教員生活の後、4期にわたって大分県議会議員を務め、県議会副議長などを歴任。
1998年の第18回参議院議員通常選挙に自由民主党公認で立候補し、民主党公認の釘宮磐を僅差で破って初当選。2001年に発足した第1次小泉内閣では、内閣府大臣政務官（科学技術・沖縄振興担当）に任命された。
2004年の第20回参議院議員通常選挙では、民主党公認の足立信也に10万票以上の大差で敗れ、落選した。

## 略歴
- 大分県大分市出身
- 旧制大分中学（現大分県立大分上野丘高等学校）、大分大学学芸学部卒業
- 1954年 - 中学校教諭として大分市内の中学校に勤務
- 1977年 - 大分県教育委員会
- 1983年 - 大分県議会議員に当選、計4期を務める
- 1998年 - 第18回参議院選挙で参議院議員に初当選
- 2001年 - 内閣府大臣政務官（科学技術・沖縄振興担当）
- 2004年 - 第20回参議院選挙で落選

| 公職                          | 公職                                                     | 公職                            |
| ----------------------------- | -------------------------------------------------------- | ------------------------------- |
| 先代 渡辺具能 西川公也 山崎力 | 内閣府大臣政務官 阪上善秀 渡辺博道と共同 2001年 - 2002年 | 次代 亀井郁夫 嘉数知賢 奥山茂彦 |